# かげきしょうじょ!!
『かげきしょうじょ!!』は、斉木久美子による日本の漫画作品。『かげきしょうじょ！』として『ジャンプ改』（集英社）にて2012年6月号から2014年11月号まで連載された。その後同誌の休刊に伴い、タイトルを『かげきしょうじょ!!』と改題して『MELODY』（白泉社）にて2015年4月号より連載中。2019年3月5日に集英社版を再編集した『かげきしょうじょ!! シーズンゼロ』が花とゆめコミックススペシャル（白泉社）より刊行された。2023年10月時点で電子版を含めたシリーズ累計発行部数は170万部を突破している。

## あらすじ
大正時代に創立された「紅華歌劇団」は、未婚女性達のみで構成され、美しい舞台で人々の心を魅了する劇団である。神戸にある劇団員の育成を目的とした「紅華歌劇音楽学校」では、毎年難関を突破した女学生が入学してくる。「オスカル様」に憧れる渡辺さらさや元国民的アイドルの奈良田愛ら個性豊かな40名の第100期生は、希望や葛藤を抱えながら未来のスターとなるべく、日々奮戦する。

## 登場人物
声の項はテレビアニメ版の声優。

### 紅華歌劇音楽学校

#### 100期生
本作のメインキャラクターが属する世代であり、この世代を中心に物語が展開していく。
予科生(101期)の担当決めは委員長の杉本・副委員長の浜辺主導の元あみだくじで行った。
渡辺さらさ（わたなべ さらさ）
声 - 千本木彩花
本作の主人公。一人称は「さらさ」。身長178cmの長身の少女で「『ベルサイユのばら』のオスカル様になる」ことを夢見て紅華に入学した。
髪型はふわふわのツインテールで、口調は常に敬語で話す。性格は天真爛漫かつ天然で、周囲を振り回すこともしばしば。家族は浅草で畳屋を営む祖父の健と海外在住のデザイナーの母・えつこ、飼い猫の3人と一匹。また幼い頃に祖母・美代子を亡くしている。
大のアニメ・漫画・時代劇好きで、会話の端々にアニメネタを仕込んだり、自身がハマっているアニメ「床の王様（通称：床キン）」のフィギュアを愛にプレゼントされた際は絶叫して喜ぶ程。
幼い頃は日本舞踊を習いに歌舞伎の名家・白川家に出入りしており、当時は無邪気に歌舞伎役者になりたいと思っていたが、後述の幸恵からの指摘により諦める。作中では、後述する十五代目白川歌鷗の婚外子である可能性が示唆されていたが、後に実娘であることがはっきりと語られた。ただし、さらさ本人にはそのことが隠されているため、未だ父親が誰であるのかや、腹違いの姉が居ることを知らない。
親譲りの天才的な素質（男に生まれていたなら十六代目だったと言われている）をもつが、入学前には声楽やバレエは付け焼き刃程度にしか学んでいなかった。しかし、日舞で鍛えられた体幹を武器に他人の仕草や演技を完璧にコピーできる特技で経験不足を補う。ただし演技を進めていくうちに、役に入り込みすぎて「暴走」して誰も止められなくなってしまうのが欠点。
予科生時代に文化祭の余興「ロミオとジュリエット」のオーディションで、ティボルト役を射止めるも、本番前に祖父の体調悪化により棄権し、一時帰京することを選ぶ。
本科生に上がってからは、杏の指導役になるも、関係性やさらさ自身の髪型や、自身の一人称を「先輩らしくない」と指摘され、改善しようとする。また演技の実技指導でも、「オルフェウスとエウリュディケ」で千秋とペアを組んでオルフェウス役を演じることになるが相変わらず暴走して千秋演じるエウリュディケそっちのけになってしまったが、千秋と愛、杉本を含めた4人1組での演技では、再びオルフェウス役をやる事になる。
奈良田愛（ならた あい）
声 - 花守ゆみり
本作のもう一人の主人公でさらさの親友。16歳(さらさの1つ上で沢田姉妹や杉本、山田と同じ学年)。美人で国民的アイドルグループ・JPX48の元メンバーで愛称は「奈良っち」。さらさ以外の同期（下の名前でちゃん付け）や冬組トップスター・里美星からはJPX時代のあだ名で呼ばれている。東京都出身。
母は映画を中心に活躍する女優の奈良田君子で、その弟・太一（愛の叔父）は紅華のバレエ講師。家庭を顧みない母親との関係はほとんど断絶状態と言えるほど希薄で、後述の理由から家を早く出ているため会話はおろか顔を合わせることすら稀である。
小学生時代から美少女であったが、母の愛人から性的虐待（ディープキス）を受けたことがきっかけで男性恐怖症(叔父の太一を除く)かつ人間不信に。それからは表情が乏しくなると共に不登校となり、そのことを知った太一により家から連れ出されて彼の世話となる。中学生でアイドル活動を始めてからは中学校に行く時間が少なくなり、高校進学もしなかったため学業全般が苦手。またJPX時代はアンケートなどの書類関連は全てマネージャーが事前にルビを振ってくれていたため、紅華に入るまで難しい漢字が読めないことに気付かなかった。
街中では目立つので、目的もなく街をフラフラしたりしない。人に干渉されたくないから他人に隙を与えないように決められたルールは必ず守る性格。2018年3月号トークおよびJPX新聞にて心が落ち着く場所は海だと答えている。
JPXに入ったのはスカウトであるが、入団理由は女性しかいないからだった。しかし握手会のことまで考えてはおらず、上記の通り美人だが無表情なことからJPX時代は「ロボ（ット）」と言われていて、握手会に参加した北大路（キモオタさん）に暴言を吐いたことを他メン推しにネットに書き込まれて炎上し、同グループを強制卒業となった。
紅華を目指したのも、JPX同様に男性がいない世界であるため。但し寮で同室となったさらさには振り回されることになる。
文化祭の予科生のみで演じる余興「ロミオとジュリエット」のオーディションでは、ジュリエット役を選択し同期生や教師達を感心させる演技をするも、14歳であるジュリエットの年齢と合わない大人っぽさが演技に出ていたことにより不合格に。しかし、本番当日に上記の事情で棄権したさらさの代役としてティボルト役で出演。最後のセリフを噛むというミスを犯すも、その演技を見た安藤から男役への転向を勧められる。悩んだ末にJPXセンター・小園桃の映画での捨て身の演技と母・君子より聞かされた舞台裏での話に影響を受け、原作第29話のラストではそれまで伸ばしていた髪を短くし、男役に挑戦することになった。
本科生になって初めての演劇実技の授業である「オルフェウスとエウリュディケ」では最初はエウリュディケを演じたが、2人1組のペアで演技を発表することになった時はオルフェウスを演じると宣言。千夏とペアを組み「陽キャ（オルフェウス）を演じるのは修行が足りないから」という理由で最初からシリアスな演技をしただけでなく、JPX時代に培ったフォーメーションを用いた演技を行い周囲から高評価を得るも（高木曰く想像力豊か)、次の授業でハデスとペルセポネーを含めた4人1組の演技の際は「卒業するまでに色々な役にチャレンジしたい」という理由からペルセポネーを演じることに決めた。
その後、街で里美と城花に偶然会った際に城花に「トップ娘役とはどんな在り方か？」と質問した際に城花が答えた「娘役は美しき矢印たれ」という言葉を聞いてトップ娘役になってさらさと一緒に銀橋立つことを決意し、さらさに宣言する。
髪型が作中で何度も変わっており、最初は前髪付きショートヘア（エピソードゼロ1 - 10）→M字バングボブカット（エピソードゼロ11 - 本編第11話）→M字バングセミロング（本編第12話 - 16話）→左斜め分けロングヘア（本編17話 - 29話）→左斜め分けショートヘア（29話 - 40話 ）→左斜め分け内巻きボブカット（41話 - ）
杉本紗和（すぎもと さわ）
声 - 上坂すみれ
予科委員長(のちに本科委員長)。入試トップで合格した秀才(合格時は高校1年)。
髪型は前髪付き(目より少し上)のストレートヘアのポニーテールで、プライベートでは降ろしている。(エピソードゼロ1-本編41話)→センター分けショートヘア(本編42話)。
実家が兵庫県でバレエスタジオを経営しているため幼い頃からバレエに親しみ、コンクールで何度も入賞したりバレエ留学の話も来るほどの実力を持つ一方で「(バレエより)紅華歌劇が好きだから」との理由で入学したほどの紅華オタク。兄弟には小学生の弟・弦(げん)がいる。
性格は習熟した言動でクラスを引っ張るしっかり者かつ何事にも動じない性格だが、紅華関連になるとオタクゆえトップスターを見て鼻血を出してしまったり、アニメでは学校のロッカーに紅華関連のDVDや雑誌が所狭しと置かれてあるほど(それを見た星野はドン引きしていた)。
文化祭の予科生のみで行われる寸劇「ロミオとジュリエット」のオーディションではティボルトを選択し、教職員達による審査でさらさに匹敵する評価を受けるが、（大木曰く）「渡辺（さらさ）ティボルトのほうが若干『萌え』が高かった」ため僅差で敗れる。
上記の優秀さから「オルフェウスとエウリュディケ」のペア決めでは千夏曰く1番人気であったが、主役の2人（オルフェウスとエウリュディケ）にハデスとペルセポネーを含めた4人1組のグループ授業では、「さらさの暴走にどれだけ付き合えるか試してみたい」という理由でさらさと愛、千夏と組んでハデス役を演じる事になった。
本科生の夏休みにさらさや愛と再会した際は、男役に力を入れる為に上記の髪型になった。
星野薫（ほしの かおる）
声 - 大地葉
神奈川県出身。祖母・母（白鳳美雪）と3代続けて紅華入りした、サラブレッド。特に祖母は「春の白雪姫」と言われた人気の春組娘役トップスターだが、本人は身長があるので男役を志望している。演じてみたい役は「エリザベート」のトート。
上記の家柄や受験に失敗し続け、受験資格ギリギリの18歳（高校3年生）でようやく合格した焦り故に、同期の中でも人一倍高いプロ意識を持つ自分にも他人にも厳しい努力家で、100期生では年長者ということもあってか周囲（特にさらさ）の行動や発言にツッコミを入れることも多い。
予科の夏休み明けに、これまでのロングヘアから髪を切り、ショートカットにした。
文化祭の予科生のみで演じる余興「ロミオとジュリエット」のオーディションではロミオ役を選択し不合格になり、悔し涙を流した。他方、成績も悪く地味な山田彩子がジュリエット役を得たことに不満を持って陰口を言った同級生達を一喝した。
山田と同部屋で、「オルフェウスとエウリュディケ」では彩子とペアを組み、高評価を受けた。2回目の4人1組の演技では千夏をグループに誘い、オルフェウス役を続投。
沢田千夏（さわだ ちか）
声 - 松田利冴
北海道出身。双子姉妹の姉で姉妹一緒の部屋。髪型は黒髪(アニメでは赤毛)ストレートロング。
性格は明るく落ち着いているが内向的で、本来は1年前に合格していたが、妹の千秋だけが落ちてしまったので一旦入学を取りやめて、1年後に2人で受験し直して合格し入学した過去を持つ。
専科の野原ミレイが演じた「ロミオとジュリエット」のジュリエットが大好き。
オーディションでは姉妹揃ってジュリエットを受けるも、不合格であった。
「オルフェウスとエウリュディケ」では愛とペアを組み高評価を得るものの、4人1組の演技では愛の言葉に共感して、ペルセポネー役をやる事に。
沢田千秋（さわだ ちあき）
声 - 松田颯水
北海道出身。双子姉妹の妹。髪型は黒髪(アニメでは赤毛)ストレートロングのハーフツインテール。
性格は明るく少々子供っぽいがコミュニケーション能力が高い。また非常に姉思いで、前述の通り姉の千夏だけが紅華に合格したが入学を取り止めて貰ったことを負い目に感じている。
姉同様専科の野原ミレイが演じたジュリエットが大好き。
「オルフェウス〜」ではさらさとペアを組むが役作りの延長で千秋に対するさらさのお姫様扱いに辟易するも、さらさのアドバイス(さらさ曰く、ワガママなバンビーナ)を受けて自分なりのエウリュディケを演じるも さらさの暴走に巻き込まれてしまうがさらさの反省を聞いて、愛や杉本を含めた4人1組の演技ではエウリュディケ役を続投する。
山田彩子（やまだ あやこ）
声 - 佐々木李子
通称：彩（ちゃん）。温厚でおっとりした性格の地味目な少女で、髪型は黒髪の前髪付きボブカット(エピソードゼロ1話-本編40話)→前髪付きセミロング(本編41話-)。
8歳の誕生日に紅華歌劇を見て以来、毎年誕生日に親に連れて行ってもらうようになると同時に、カラオケでも紅華の歌ばかり歌うようになる程のファンになる。中学生のときにバレエを習い始め、高校1年生のときに受験を思い立ち姉に相談。1回目の受験で見事100期生に合格する。
実家は福岡でベーカリーを営んでおり、家族は両親と歳の離れた姉・清子(さやこ)がいる。特に姉は紅華に合格した時は誰よりも泣いて喜んでいた。
入学後、華やかな同級生達に気後れし、ややぽっちゃりした体型を講師に指摘され、過食嘔吐に走ってしまったり、体調不良で授業中に倒れてしまったことも。
成績もさらさと最下位争いをするほど良くないが、実は飛び抜けた歌唱力の持ち主で、声楽担当の小野寺曰く「歴代屈指のエトワールになれる」という程。その小野寺の励ましもあり、ショーのフィナーレで一番最初に歌う「エトワール」を目指している。
文化祭の余興で「ロミオとジュリエット」をやることになった際のオーディションでは、上記の歌唱力を活かして見事ジュリエット役を射止めた。
星野薫と同部屋で、「オルフェウスとエウリュディケ」ではペアを組み高評価を得る。4人1組の演技ではエウリュディケ役を続投。
城田美波（しろた みなみ）
予科副委員長(のちに本科副委員長)。ボーイッシュで男勝りな性格。文化祭の余興でロミオ役を演じた。
浜田麻美（はまだ あさみ）
浜辺と同じく文化祭の余興でジュリエットの乳母役を演じた。真面目な性格であるが、本人はコメディリリーフ役を志望。定期試験で3位になるなど優秀。
増田恵（ますだ めぐみ）
通称：マッスー。明るい性格のいじられキャラ。野島聖と同じ高校の出身で、高校時代に自身が持っていた紅華歌劇団専門雑誌・紅華画報を拾って貰ったことがある。
「オルフェウス〜」で杉本とペアを組み高評価を得るも、ハデスとペルセポネーを入れた4人1組の演技ではハデス役を希望していることが星野の口から明かされた。

#### 101期生
本科生になったさらさ達100期生から指導を受ける世代。指導する後輩は委員長と副委員長以外は全員あみだくじで決めた。
伊賀エレナ（いが エレナ）
通称：(忍者)財閥。愛が教育を担当する後輩で、日本有数の大企業・伊賀グループ（杉本曰く漫画「アレよりタンゴ」のアレ4のリーダー並み）の令嬢。音楽学校には15歳(聖クラリス女学院中等部卒業)で入学。
性格は真面目でひたむきだがドジで紅華に入学するまで掃除の仕方や電子レンジの使用方法も知らなかったほどの世間知らず。
5人兄妹の末子（長女）で、本人曰く「蝶よ花よと甘やかされて育った」上記の生い立ちや性格から同期生達からは遠巻きにされがちで、友人が出来ないことに悩んでいたが、愛からアドバイスを貰い励まされる。
予科生ガイダンス当日に寝坊し、急いで階段を降りている途中で足を滑らせ転び落ちた所をさらさに助けられたことから、さらさのことを慕っている。
澄栖杏（すみす あん）
さらさが教育担当する後輩で、父方祖父が日本に帰化したイギリス人クォーター。
さらさと同じ位背が高く、クールで物事をはっきり言う性格とショートカットで大人びた容姿から「白鳥の湖」の登場人物にちなんでジークフリード（王子）というあだ名をつけられる。
母親が熱心な紅華ファンで、高校卒業時の4回目の受験でようやく合格した。

#### 99期生
本科生として、予科生時代のさらさ達100期生を指導する（指導した）世代。担当決めはじゃんけん。
音楽学校卒業・紅華歌劇団入団後、秋組の公演で初舞台を踏んだ。
中山リサ（なかやま リサ）
声 - 小松未可子
さらさの教育係でスタイル抜群のラテン系美女。高卒(高3)入学。
正義感が強くサバサバした性格や物言いの反面ナイーブで人に強く注意するのが苦手な為、副委員長の聖からしっかりと注意して指導するように口を酸っぱくして言われている。聖を嫌いだと言っていたが同時に認めてもおり、家の事情で道を諦めた聖について誰よりも衝撃を受け、順調にいけばいつか聖が辿り着いていただろう未来に自分が辿り着くと決意した。
芸名は愛里音さり（ありおと さり）で、名の由来は恒星のアリオトから。
野島聖（のじま ひじり）
声 - 花澤香菜
本科副委員長で、愛の教育係。
JPX48の大ファンで、推しメンはセンターの小園桃。紅華入学前は握手会にも頻繁に通っていた影響もあってか愛に甘い反面、ルームメイトでしょっちゅうトラブルを起こすさらさには厳しい。
JPXの握手会で芸能事務所からスカウトされたり、さらさ曰く「お姫様みたい」と称される可愛らしい見た目とは裏腹に性格は厳しく、ニコニコ顔で後輩に笑顔で厳しい言葉を投げかけたり、その場に太一がいたにも関わらずさらさと北大路を2ショットにして隠し撮りし、さも恋人同士のようにみせかけてネットにアップするなど周囲からは「腹黒い」と言われている。後に卒業の際に負けず嫌いが高じて嫌な子になっていたという自覚があることが語られるが、キツい口調には隠れた真意があり、後輩のために発破をかけたり背中を押したりという配慮があった（愛にはそれを見破られていた）。
その実力は同期の中でも抜きん出ており、文化祭のショートミュージカル「風と共に去りぬ」でスカーレット役を演じて高評価を得る。
音楽学校卒業後は父親の会社が倒産したことから入団せず一人だけ別の道を歩むこととなる。その際に「出待ち」と称して迎えに来た悠太の前で号泣。そして一緒に手を繋いで歩いている所をみた予科生から「男を選んで紅華を辞めた」という噂が立った。
竹井朋美（たけい ともみ）
声 - 寺崎裕香
本科委員長。同期達からは竹と呼ばれている。常に冷静沈着で、さらさ達100期生は勿論、歌劇団関係者からも一目置かれる程。
予科委員長として、また一人の役者として悩んでいた紗和に、自身の委員長としての経験から共感を示し、同時に感謝の言葉とアドバイスを送る。
芸名は朝霧涼（あさぎり りょう）。
早川陽菜乃（はやかわ ひなの）
リサと仲が良い本科生。
元々ミュージカル好きで、紅華に行けば一流の講師陣から沢山教えて貰えるからとの理由で入学。紅華を退団したら劇団「颯」に入団しようと考えていることをリサに明かした。
芸名は美海しずく（みうみ しずく）。

#### 講師
奈良田太一（ならた たいち）
声 - 野島健児
愛の叔父で君子の弟.
元バレエダンサー(辞めた理由は愛曰く焼肉をお腹いっぱい食べたいのと、人に教えるのが好きだから)で、現在は紅華でバレエ講師を務める。
姪・愛の最大の理解者にして溺愛するゲイの美男子。小野寺曰く失恋すると面倒臭いらしい。
安道守（あんどう まもる）
声 - 諏訪部順一
演劇講師で、100期生A組担任を務める男性。
気だるげで飄々としているが、生徒思いな熱い性格の持ち主。
かつては日本屈指のミュージカル劇団「颯」の劇団員で、自身が演じた「ファントム」が大当たりした過去から「ファントム」のあだ名で呼ばれている。
劇団員時代、本番中、奈落に落ちるという事故に遭い、杖を使う生活を余儀なくされ引退。紅華には教頭と文化史講師の大木にスカウトされて講師になる。
小野寺保（おのでら たもつ）
声 - 飛田展男
声楽講師。女性口調で喋り、蝶ネクタイとベストがトレードマーク。
生徒に優しく、彩子が過食障害に陥り授業中に倒れ授業を休んで部屋に引きこもった際には、男子禁制の寮に押しかけてその才能に期待していると励ました。
橘直美（たちばな なおみ）
声 - 伊藤静
ダンス講師。紅華団員として容姿を保つことについては特に厳しく、歯に衣着せぬ物言いで恐れられる。彩子に「デブ」と言って過食性嘔吐のきっかけとなってしまうが、その思いの裏には劇団に入って謂われのない陰口に耐性をつけたいというものがあった。番外編・里美星編ではポニーテール。
桐島文子（きりしま ふみこ）
声 - 鈴木れい子
日舞講師。さらさの日舞・歌舞伎の素養を見抜いた人物。
大木芳子（おおき よしこ）
声 - 葛城七穂
紅華歌劇団OGで文化史講師。
ケガをして俳優生命を断たれた安藤をスカウトしたり、100期入学試験の際にさらさのスター性を見抜いて、安藤と共に強く合格を推した。
高木一夫（たかぎ かずお）
演劇講師で、歌劇団の演出も兼任している。既婚者。
「ロミオとジュリエット」のオーディション時にも審査員として参加していた。
眼鏡をかけている。
普段は外国紳士と称される程物腰柔らかでスマートだが、授業は安藤曰く「演出家モードになると人格が変わる」と称される程厳しい。
本科生の演技実技を担当し、愛の想像力を誉めた。
国広茂登（くにひろ しげと）
紅華音楽学校名誉教授。
かつて紅華歌劇団で脚本・演出を務めていた男性。80歳を超えても、月に2回は紅華音楽学校に演技指導に通うなど、紅華歌劇団への愛情は随一。名前を知らなかったさらさからは「お爺ちゃん」と呼ばれていた。
「エリザベート」という犬を飼っており、紅華音楽学校の近くが毎日の散歩コースになっている。
紅華歌劇団がモチーフの朝の連続ドラマでは若手俳優・城之内シモンが演じる事をさらさ達100期生が本科生になって初めての授業で暴露し、驚かせたりとお茶目な一面も。
穴井一尉（あない いちい）
声 - 若本規夫
伊丹駐屯所保安中隊所属の自衛官。入学時ガイダンス最終日に行われる集団訓練の講師。
その声の特徴から、名前をもじって「アナゴ一尉」とあだ名されており、キャラもたっていることから、学校関係者に愛されている。

### 紅華歌劇団

#### 冬組
里美星（さとみ せい）
声 - 七海ひろき
紅華歌劇団冬組男役No.2→トップスター。
本名・矢部靖子（やべ せいこ）
元は娘役志望だったが、音校在学中に身長が伸びてしまったため男役へ転向しトップへと上り詰めた。芸名の由来は母親の故郷である里美村と本名の下の名前をもじったもので、娘役の時は「里美星羅(さとみせいら)」という芸名にしようと考えていた。
暗い演技に定評があり、相方の城花曰く「究極のヤンデレ」と言われている反面、性格は天然（他のトップスター達曰くポンコツ）かつ乙女チックでパニエドレスなどの可愛い物が大好き。愛を「理想の顔」と言って可愛いを連呼したりするミーハーな面も。
トップ就任公演の演目は「オペラ座の怪人」でファントムを演じた。
安道の劇団・颯の俳優時代からのファンで今も密かに憧れている。
音楽学校時代は下結びのツインテール。
城花るり（しろはな るり）
声 - 古賀葵
冬組娘役トップスター。
お披露目公演の「オペラ座の怪人」では、ヒロインのクリスティーヌを演じた。
実は相手役の里美より年上(他のトップ達曰く、劇団初の姉さん女房)で、里美から「何でもできるお母さん」と称されたり、プライベートでは感情に走りがちな相方を度々いさめるなどしっかりした性格。
街で遭遇した愛から「トップ娘役の在り方」について質問した時は相手役ファンに嫌われないようにする他「娘役は美しき矢印たれ(トップを常に輝かせる存在)」というアドバイスを送る。

#### 春組
朝比奈流（あさひな りゅう）
声 - 内海安希子
春組男役トップスター。
トップ就任公演が「オルフェウスとエウリュディケ」だったため、演技指導の授業に特別講師として、さらさ達100期生の前に白木達と共にサプライズで登場し、白木達と共に舞台のバミリの存在やその仕組みの設定、舞台演技のルールを教えた。
性格は明るく自信家で、白木や風谷曰く「意気揚々としていて安心でついていける」と信頼も厚い。
第36幕のラストで退団発表をした。
白木ユリナ（しらき ゆりな）
春組娘役トップスター。
相手役の朝比奈を信頼し、尊敬している。
獅子戸槇（ししど まき）
春組2番手スター。
風谷藍路（かぜたに あいじ）
春組3番手スター。
白木同様朝比奈に絶大な信頼と尊敬を得ている。

#### 夏組
椎名玲央（しいな れお）
声 - 斎賀みつき
夏組トップスター。負けず嫌いな性格。
子音愛香（しおん あいか）
きさらぎ丈（きさらぎ じょう）

#### 秋組
美月圭人（みつき けいと）
声 - 岸本望
秋組トップスター。さらさ達予科生にも普通に話しかけるなど、気さくな性格。
予科生の冬休みに帰省しようとしていた杉本・さらさ・愛と神戸駅前で偶然出会い、紗和の容姿を褒め、感激させた。
龍崎まりあ（りゅうざき まりあ）
秋組トップ娘役。

#### 専科
櫻丘みやじ（さくらがおか みやじ）
通称：白薔薇のプリンス。元冬組トップスター。
紅華の脚本家になることを目指して「（みやじの）台本を見せて欲しい」とねだった子供時代の国広に、自身のサイン入り台本をプレゼントした。
現在は病気のため病院に入院しているが、100周年記念大運動会を国広と共に見学する。
一条明羽（いちじょう あきは）
声 - 森なな子
専科のリーダー格であり、劇団の理事長も兼任している常に冷静沈着な人格者。現役トップスター達を始めとした劇団員は勿論、音校生達から憧れられるほど。音楽学校は中学卒業と同時に入学。
さらさが祖母と初めて観に行った紅華の演目「ベルサイユのばら」のオスカルを演じた人物。
野原ミレイ（のはら ミレイ）
声 - 天野由梨
専科のリーダー格の元娘役。一条同様の人格者だが、抜けている一面も。
自身の間違いがきっかけで喧嘩してしまった千夏と千秋にアドバイスを送る。

#### 歌劇団OG
風花颯（かざはな そう）
先代の冬組トップスター。
退団公演は「ロミオとジュリエット」で、さらさ達100期生が入学して初めての紅華歌劇観劇日で観た演目である。
星野静
星野由紀子
共に音楽学校生の家族を参照。
早乙女文(さおとめ　ふみ)
櫻丘みやじの元相手役(娘役トップスター)。
JPXのメンバー・森川ゆら演じる朝の連続ドラマ「虹色ステップ」の主人公のモデルとなる人物。

### 白川家の人々
白川暁也（しらかわ あきや）
声 - 高梨謙吾、山村響（幼少期）
本名：丁嵐 宏（あたらし ひろ）。
さらさの幼馴染で「彼氏」。前述のとおり幼い頃からさらさと日舞を習っている他、一緒に助六の舞台にも出演している。さらさが紅華に入学してからも、Twitterでやり取りしている。芸の道において、最初の壁・手の届かない頭上の星だったという程さらさの素質を認めている。祖父が倒れた際の混乱と動揺から紅華を辞めようかと思いかけていたさらさに、他の誰が許しても自分だけは（星が）地上に落ちることは許さないと発破をかけた。
さらさより2歳年上の17歳という年齢でありながら、歌鷗に一番近いと目されている少年。さらさの祖父とも仲が良く、度々家を訪れている。
白川煌三郎（しらかわ こうざぶろう）
声 - 子安武人
本名：清水真和（しみず まさかず）。
歌鷗夫妻の娘婿で志織の夫。歌舞伎役者の血筋ではないが芸があり、俳優として大河ドラマにも出演する程。志織曰く「優男でハンサムだが狡猾」。
さらさからは「大先生」と呼ばれている。さらさの誕生日には薔薇の花を贈る。十五代目歌鷗のスケープゴートを請け負っており、事実を知らないさらさにもしかして自分の父親なのではないか？と疑わせている。
十五代目 白川歌鷗（しらかわ かおう）
声 - 麦人
本名：丁嵐英雄（あたらし ひでお）。
幸恵の夫で志織とさらさの父。煌三郎の義父。巴の兄。
歌舞伎の名門である「美里屋」の宗家で、荒事を特技とした、歌舞伎の一翼を担う人間国宝。
福二郎曰く子供時代は泣き虫だったらしい。
丁嵐幸恵（あたらし ゆきえ）
声 - 久保田民絵
歌鷗の妻で志織の母。煌三郎の義母。巴の義姉。
福二郎曰く「姉さん女房でしっかりした人」で、さらさの存在を明かされた際にもショックを受けながらも存在を受け入れていた。しかし、内心は完全には納得出来ていなかったようで、幼いさらさについ強い口調で「歌舞伎役者にはなれない」と叱りつけてしまったことがあり、それを後悔している。
白川巴（しらかわ ともえ）
声 - 今泉葉子
本名：丁嵐巴（あたらし ともえ）
歌鷗の妹で志織の叔母。幸恵の義妹。
日本舞踊教室を営みながら、未来の歌舞伎役者達を指導している女性。
さらさが幼い頃、暁也と共に日舞を習いに通っていた先生。
丁嵐辰彦（あたらし たつひこ）
暁也の父で歌鷗の従兄弟。
早くに歌舞伎役者を引退し、洋食屋を営んでいる。歌舞伎役者になりたての息子に嫌ならやめてもいいと話した。
丁嵐玲奈（あたらし れいな）
声 - 河瀬茉希
暁也の母。
夫の辰彦とは早くに結婚して苦労した上に、その夫が早くに歌舞伎役者を引退してしまったため、一人息子の暁也を立派な歌舞伎役者に育て上げようと外遊びを禁止したり、暁也が別の歌舞伎役者の家の子供と喧嘩をした時は息子に原因を聞くどころか、自身の面子や「その子や暁也の顔に傷が付いたらどうしよう」などといった自己中心的な言動が見られたが、暁也の家出と上記の事を夫に叱られたことから「自由に好きな事をしてもいい」と話し、無理強いをやめた。
丈ノ介（じょうのすけ）
暁也の幼馴染で、美里屋の歌舞伎役者の先輩。祖父は美里屋の有名な贔屓筋。
幼い頃は自分より顔の良い暁也に嫉妬して意地悪を繰り返していたが、時が経つにつれ仲良しになる。
丁嵐志織（あたらし しおり）
新姓：清水志織（しみず しおり）
さらさの異母姉（さらさ自身は存在は知らない）にして歌鷗夫妻の一人娘で煌三郎の妻。巴の姪。夫からはさん付けで呼ばれている。
幼い頃から自身を可愛がってくれている福二郎のことを両親よりも慕っており、19歳になっても福二郎に膝枕させて貰ったり、亡くなった際には福二郎の棺桶に入ろうとしたほど。
三味線やギター等の楽器演奏が得意で、日舞の名取持ち（11巻144p）。
幼い頃から数多くの習い事をしており、持ち前の器用さから「プロにならないか」と進められたこともあったが、どれも長続きしなかった為に「夢中になれるものが何もない」、「透明な自分の存在を認めてくれる何か」をずっと探している。学生時代からさらさのことを知っていたが、その頃は彼女に対して興味が無かったため特に関わることもなかった。
若い頃は「ガラパゴスヘヴン」という音楽バンドでギター兼ボーカルとして活動していたが、メジャーデビューが決まったと同時に「硬派なバンドを目指す」という理由から、当時交際していたバンドのリーダー（彼氏）からクビを言い渡されて途方に暮れる時に、福二郎から煌三郎との結婚をアドバイスされる。その後、棺桶の前で福二郎の死に憔悴していた際に煌三郎に頭を撫でられ、福二郎を思わせるやさしい手のひらに結婚を決意する。そうして大学在学中に煌三郎と結婚。卒業後は普通に就職し会社員になるも、上司から昇進をネタに身体の関係を持とうと言われただけでなく、その様子を煌三郎に見つかって上司が謝罪に来た際、「（志織のつてで）歌舞伎座のチケットを取って欲しい」と言われたことに腹を立てて自主退職する。
その後は叔母・巴の手伝い（日舞の名取）をしながら過ごしていたが、その帰り道にさらさが公園で友人達とベルサイユのばらの群衆シーンを踊っている姿とその時に「オスカル様なる」という言葉を聞いて、亡き福二郎の言葉やOL時代の同僚の言葉を思い出し、さらさの夢である「紅華に入ってオスカル様を演じる」を全力で応援することを決意。さらさの祖父に畳のセールス名目で押しかけ、「夢を持っている人間の方が少ないのだから、（夢を持っている）さらさの夢を全力で応援したい」という思いを伝え、学費をはじめとした寮での生活費などの紅華関連の資金を提供することを承諾させた。「あの2人(煌三郎や暁也)がさらさのナイトを気取っているが一番支えているのは私」と言い切るなど、現在ではさらさを溺愛している節が見受けられる。
髪型は黒髪のふわふわロングヘア(幼少期)→メッシュ入りのボブカット（番外編1）→黒髪セミロングの巻髪を一つ纏めにしている（本編・番外編2）
白川福二郎（しらかわ ふくじろう）
スピンオフ・丁嵐志織編に登場。
美里屋一番の古株俳優（当時）で、先代（志織の祖父）の代から入ってから、70年以上舞台に立っている。
幼い頃から先代の孫である志織をとても可愛がっていて、自身の夢だった「可愛い女の子に可愛い服を来させて銀ぶらする」のを幼い頃の志織とよくやっていた。
バンドをクビになった上に彼氏に振られた志織を、思い出の場所である銀座の喫茶店で励まし、煌三郎との結婚を勧めた後に体調不良でこの世を去る。

### JPX48
奈良田愛が所属していた国民的アイドルグループ。
紅白歌合戦に出場したり、ドームでコンサートを行う程の人気を誇っている。
小園桃（こぞの もも）
声 - 逢田梨香子
JPX48のセンターで通称：小桃（こもも）。普段は愛想が良く可愛いらしいが、実際は毒舌で喜怒哀楽の激しい勝気な性格。最新の総選挙では2位になった。
聖と悠太の推しメンで女優志望。本人曰く「ピリッと味や存在感があって演技の幅が広くて息の長いバイプレイヤー」になりたいとの事。初出演の映画「待ち人」で愛の母・君子と共演し、可愛さを全面に出していた自身の今までのカラーとまるで異なる狂人のような役柄(主演俳優の娘の役)を演じるも、その演技をネットや雑誌で酷評される（ただし君子からは悪くないと評価されていた）。
本科生になって初めての紅華観劇日に劇場で愛と再会。その後一緒に食事をした際に、グループの頂点に立つことの大変さを説くと同時に連絡先を交換し、友人となる。
横川亜香利(よこかわ　あかり)
JPX48の2番手メンバーだったが、最近の総選挙で小桃を破り1位になる。性格は小桃曰く真面目でいい子との事。
森川ゆら(もりかわ　ゆら)
JPX48のメンバー。元子役で紅華歌劇を舞台にした連ドラ「虹色ステップ」の主演・早乙女文役を現役アイドルで初めて務める。

### 紅華音楽学校生の家族
渡辺健（わたなべ けん）
声 - 中博史
さらさの祖父でえつこの父。浅草で畳屋を営み、さらさからはおじいちゃん、周囲からは健じいちゃんと呼ばれている。
かつて白川家出入りの畳屋だったが、前述の幸恵のさらさに対する仕打ちから、縁を切っていたが、異母姉・志織に説得され、紅華の資金を提供させる約束をした。
渡辺美代子（わたなべ みよこ）
声 - 平野文
さらさの祖母でえつこの母。さらさが幼い時に心筋梗塞でこの世を去った。
歌舞伎や紅華といった舞台が大好きで、幼かったさらさに日舞を習いに行かせたり、一緒に昔の紅華の演目ごっこをして遊んだりもしていた。さらさが紅華を目指すきっかけを与えた人物。
普段は穏やかで前向きな性格の一方で、べらんめえ口調を使っていた孫に厳しく注意をしたり、えつこが未婚で子供を産みたいと言った際は慌てる夫に対し「産みなさい」と言うなど礼儀に厳しく肝の据わった一面も。
渡辺えつこ(わたなべ えつこ)
さらさの母で健と美代子の娘。デザイナー。
さらさを未婚で出産し、幼いさらさを残して仕事の関係で海外に渡った。普段は仕事が忙しい為日本にはあまり帰らない。
髪型は娘同様ふわふわヘアのショートカットたが目が隠れている。マイペースな性格。
奈良田君子（ならた きみこ）
声 - 三石琴乃
愛の母で太一の姉。映画を中心に活躍するセクシー系女優。美人だが男運が無く、愛を産んでからも、母親であることよりも女優であることを選んだ。
愛の訴えをまともに取り合わず、愛の男性恐怖症の原因となった愛人とはまだ関係を続けている。
母としての信頼は失ったが、女優としての姿勢は娘の愛へ影響を与え続けている。
山田清子（やまだ さやこ）
声 - ファイルーズあい
山田彩子の姉。社会人で彩子とは年が離れているが仲は良く、妹の紅華に入りたいという夢を聞いた時は真っ先に賛成し応援。彩子から紅華合格の報告を電話で受けた時には、彩子曰く「ガン泣き」するほどの妹思い。
彩子とはLINEでのやり取りを続けており、その際に職場に紅華ファンの同僚がいることを伝えている。
原作本編第24幕で両親とともに99期生の文化祭を観覧し、予科生の寸劇でジュリエットを演じる妹を観て、やはり号泣した。
星野静（ほしの しず）
声 - 前田真里
スピンオフ・星野薫編に登場。薫の祖母で由紀子の母。
かつて「春の白雪姫」と呼ばれた紅華歌劇団の人気の娘役トップで、今でも病気になればファンがお見舞いに来るほどの人気である。
ファンからは紅華時代のニックネーム「マリちゃん」、薫からはおばあちゃまと呼ばれており、仲も良好。
星野由紀子（ほしの ゆきこ）
声 - 森なな子
スピンオフ・星野薫編に登場。薫の母。静の娘。
祖母同様に紅華歌劇団に在籍し、歌の上手い娘役「白鳳 美雪」として活躍した経験を持つ。
杉本弦(すぎもと　げん)
杉本の弟で12歳(バレエ歴12年)。彼女持ち。
姉同様幼い頃からバレエに親しみ、将来の夢は海外バレエ団に入ってボレロを踊る事(本人曰くローザンヌ国際バレエコンクールで入賞して海外に行き20歳でソリスト、23歳でプリンシパルになる)と、日本に帰国して指導者となって実家のバレエスタジオを大きくする事。
大のバレエオタクにして愛の叔父・奈良田太一の大ファンで、愛と初めて会った際にサインをおねだりすると同時に太一がダンサー時代に演じた、ドン・キホーテのエスパーダについて熱弁した程(星野曰く「姉弟」)。
中山リサの父
スピンオフ中山リサ編に登場。
何度も紅華に落ち続ける娘に「芸名から考えたらどうだ？」とアドバイスをする。天体観測が好きで、リサの芸名（愛里音さり）もそこからきている。娘が紅華を卒業した際には人目も憚らず号泣していた。
リサの同期生達曰く「キャラが立ってる」。
伊賀瑠衣（いが るい）
101期生・伊賀エレナの長兄。
弟達曰く「父親よりも厳格でシスコン」。普段から仕事で国内外を飛び回っている一方、煌三郎の後援会会長をしているが瑠衣本人は芸事には疎い。後援会長をやっている理由として、「海外の客に受けが良く、自分と煌三郎が同じ匂いがするから」。
伊賀呂威（いが ろい）
伊賀の次兄でデイトレーダー。兄弟で唯一自宅にいるため、伊賀から入学したら愛犬・カールの世話をしてほしいと頼まれた。
伊賀圭（いが けい）
伊賀の三兄。アメリカ在住。ワイルドな風貌で兄弟唯一の既婚者。紅華の事はよく解らないが妹の夢を応援している。
伊賀礼（いが れい）
伊賀の末兄。モナコ在住。三兄の圭と同様紅華の事はよく知らないが、妹の夢を応援している。

### その他の人々
けーこ
声 - 櫻井しおり
本名・木村圭子（きむら けいこ）
さらさの実家近所にある蕎麦屋のバツイチ出戻りの看板娘で、さらさが唯一呼び捨てにする人物。
さらさに近所の公園でバレエの稽古をつけたり、渡辺畳店のホームページ作成も請け負うなど多才。大晦日に再婚相手・翔との間に第2子を妊娠したことをさらさに報告した。
慶仁（やすひと）という息子がいる。
やっくん
けーこの息子で本名・慶仁（やすひと）。周囲からは「やっくん」と呼ばれている。
木村翔（きむら しょう）
声 - 財満健太
けーこの現在の夫で明るく声が大きい。
さらさからは下の名前に「ちゃん」付けで呼ばれている。
みきちゃん
愛の小学校時代の友人。明るく朗らかな性格で団地住まい。
みきちゃんの母
娘同様の朗らかな性格で家に遊びに来た愛に、お土産として手作りカップケーキをプレゼントした。
北大路幹也（きたおおじ みきや）
声 - 水島大宙
愛のJPX卒業の原因となってしまった青年（太一によると事実は少し違う）。かつてはコミュ障かつ引きこもりニートだったが、ネットで愛を見つけファンになったことでライブや握手会に参加したり、その資金を稼ぐためのバイトを始めとした外での活動が出来るようになった。その感謝を伝えたいあまりに握手会で愛の手を強く長く握りしめてしまい、愛の強制卒業の原因を作ってしまったことを後悔している。後に、謝るために愛を追ってきたことでさらさ達と知り合い、ナンパ男に絡まれた愛の窮地に立ちふさがったことで、愛が過去を克服し前を向いて生きていく切っ掛けとなる。
心優しく真面目だが、行動が裏目に出てしまうタイプ。
さらさの北大路に対する呼び方は、「ストーカーさん」→「ニートさん」→「キモオタさん」と変遷する。
辻陸斗（つじ りくと）
声 - 畠中祐
スピンオフ・星野薫の夏休み編に登場。薫の初恋の相手。
人気プロ野球選手でメジャーリーグに進む予定の兄・辻海斗（かいと）を持つ高校球児。バス停で入院した祖母のお見舞いに向かう薫と知り合い、声をかける。話していく内にお互いほのかな思いを寄せるようになる。その後花火大会に薫を誘うが、そこで自分に境遇が似ている薫を哀れんだ失言（薫自身はそれを苦にする所か誇りにしていたため）が元で仲が拗れて関係が終わる。
所属する南校野球部は毎年甲子園神奈川県予選の決勝までは勝ち進む強豪。打撃練習でもフェンス超えをみせており、野球センスはいいが、メンタルがガラスと評価され、高校3年生であったが控え選手であった。
優秀な兄と比較され続けたことで野球への情熱を失いかけていたが、同じような境遇で紅華への入学を諦めない薫に突き放されたことで情熱を取り戻した。そして甲子園予選の決勝に進み相手にリードされた9回に代打で出場。逆転サヨナラ打を放ち甲子園の切符を手にした。薫はその終始を映した街頭テレビ前を偶然通りがかり、人目を憚らず画面にかじりつき、涙を流して喜んだ。
ラストでは、さらさがみつけた、ツイッターで拡散されているというバス停に貼られたメッセージを写した画像で、大学に進学し、野球を続けていることが明かされている。
悠太（ゆうた）
スピンオフ・野島聖編、中山リサ編に登場。聖の理解者にして親友のような立ち位置。
聖のJPXヲタ友で聖同様小桃推し。性格は乙女チックで本人曰く、「超進学校だからアイドルヲタクは白い目で見られやすいので、話す相手がいない」とのこと。
樹（いつき）
スピンオフ・野島聖編に登場。
聖のクラスメイトで聖同様小桃推し。押しに弱い性格で聖の友人・チョ子と付き合うことに。
チョ子（ちょこ）
スピンオフ・野島聖編に登場。
聖の友人でクラスメイト。それなりに仲が良く、聖が学校で唯一紅華に入りたいと語った人物。
同じクラスの樹に片思いしており、樹とそれなりに仲の良い聖に嫉妬して彼女を裏切ってしまう。そうして樹と交際するようになったが、その際に振り向かせるため聖の悪評を流して貶めたことを後悔する。しかし、聖が紅華に入学して学校を辞めたため謝れなくなってしまった。
平山琢也（ひらやま たくや）
声 - 高塚智人
山田彩子の高校時代の同級生で、ひそかに思いを寄せていた男子。彩子の実家のベーカリーのファン。
お人好しな性格で動画を見て笑顔になった同級生・矢野に告白するも振られてしまう。
矢野明日香（やの あすか）
声 - 髙橋ミナミ
山田の高校時代の同級生で親友。軽音部内のバンドが矢野との恋愛が原因で解散するなど男にだらしなく、クラスの女子達からは嫌われている。(女子生徒曰くサークルクラッシャー)
実は山田に秘めた思いを抱いていて、告白するも彩子本人からは気付かずにスルーされてしまった。
寺沢樹音(てらさわ　じゅのん)
スピンオフ・丁嵐志織編1に登場。
志織の元カレにしてバンド「ガラパゴスヘヴン」のリーダー。メジャーデビューが決まったと同時に「硬派なバンドにしたい」という身勝手な理由で志織をクビにした。
海宝竜美（かいほう たつみ）
伊賀の母校・聖クラリス女学院の先輩で時期生徒会長。周囲からは様付けで呼ばれている。
学園でも影響力のある伊賀の高等部生徒会入りを期待しており、受験前に動揺させるような一言を言った。

## 用語
紅華歌劇団
大正時代に、神戸の大手企業グループ取締役・大泉実によって創設された、未婚女性のみで構成された劇団。紅華音楽学校卒業生の大半が所属し、入団時に男性を演じる「男役」とその相手役を演じる「娘役」に分かれ、特に男役は、本物の男よりも麗しくて色気があると評判で、非常に人気も高い。
神戸と東京の2か所に専用劇場を設け、春・夏・秋・冬の4つの組で構成される。
春組
チームカラーはピンク。時代劇といった和物を得意とする組で、嘗て星野の祖母と母が在籍していた。100周年記念の大運動会で優勝した。
トップスターは朝比奈流（男役）と白木ユリナ（娘役）。
夏組
チームカラーは緑。しなやかなダンスと表現力が得意な組。
トップスターは椎名玲央。
秋組
チームカラーは黄色。美しい歌唱力を誇る組。
トップスターは美月圭人（男役）と龍崎まりあ（娘役）。
冬組
チームカラーは紫（アニメでは青）。高い演技力を誇る組。
トップスターは里美星（男役）と城花るり（娘役）。
専科
どの組にも属さない、芸に秀たプロフェッショナル集団で、各組に特別出演することもある。各組（春・夏・秋・冬）の組長はおろか、トップスターも逆らえない程の威厳を持つ。
紅華歌劇音楽学校
大正元年に神戸で開校した、紅華歌劇団付属の2年制の音楽専門学校。受験倍率は約25倍で、「入学難易度は東大や京大並み」といわれている。
生徒達は「音校生」と呼ばれ、予科・本科の2年間で、「紅華乙女」として相応しい人材を育て上げるための歌やダンスなどの実技科目や礼儀作法を学ぶ。また予科生には、毎年決められた本科生がマンツーマンで、学校伝統の毎朝校内の決められた場所を掃除する「朝の清掃」に始めとしたルールやマナーを教える事も定められている。
紅華コード（こうかコード）
紅華音楽学校の暗黙のルールで、具体的には紅華歌劇団の団員の年齢や本名を詮索しないことをいう。「団員は舞台の夢を見せるフェアリーである」というのが、その理由である。主に、専科のベテラン女優達に適用される。
学生寮
正式名称は「紅華歌劇音楽学生寮」。
学校近くに建てられた音楽学校生のための寮で、全国から入学した生徒達が、親元を離れても安心して暮らす事を目的に創立された。主な設備としては、大浴場・食堂・洗濯室などがある。部屋替えはなく、2年間2人1部屋で生活する。寮内は、音楽学校生及びその寮の関係者以外の立ち入りは、禁止されているほか、門限や大浴場などの設備を利用する時は本科生優先など、様々な厳しいルールがある。
JPX48
嘗て愛が所属していた国民的アイドルグループで、小園桃をセンターに紅白歌合戦出場やドームコンサートを行う程の人気を誇る。国民投票や握手会といったイベントを行う他、普段はJチーム・Pチーム・Xチームの3つの組に別れて、専用劇場で公演を行っている。
モデルはAKB48。
紅華大運動会
紅華歌劇団が10年に1度、秋に開催する大掛かりなファンイベント。そのためチケットは、毎回プラチナ化している。
リレーや綱引きといった運動会の定番種目のほか、ファン参加型の椅子取りゲームや大玉転がしなどが行われる。特に、入場行進とハーフタイムショーに力を入れており、毎回優勝を狙う各組のトップスターが、自衛隊や相撲部屋に体力作りの相談や指導を願い出ていたりと、非常に本気度の高い熱戦が繰り広げられる。
なお音校生は、上記のハーフタイムショーや入場行進以外の競技には、殆ど参加せず、専科と共に雑務や小道具作りといった、裏方仕事を中心に行う。
紅華音楽学校文化祭
紅華音楽学校で毎年1月末に、紅華大劇場小ホールで2日間かけて行われる恒例行事。一般的な文化祭とは違い、本科生が紅華で2年間学んできたこと（歌・ダンス・演劇など）の総決算の発表の場でもあるため、本科生の演目が必然的に多い。
1日目に予科生のコーラス、本科生の紹介フィルム上映や、本科生によるダンスショーもしくは日舞が披露される。2日目には本科生によるオムニバスミュージカルなどが行われるのが通例となっていたが、さらさ達100期生の時に予科生のコーラス前に、オムニバスミュージカルとして「ロミオとジュリエット」が行われることになった。
紅華版ロミオとジュリエット
ウィリアム・シェイクスピアの戯曲『ロミオとジュリエット』を、紅華歌劇団で独自にアレンジした舞台演目。シェイクスピア版との相違点として、モンタギュー家とキャピュレット家の因縁や、キャピュレット夫人とティボルトの関係、ティボルトもジュリエットに思いを寄せている設定となっている部分である。ロマンチックをさらにロマンチックに見せる、紅華流の舞台が見どころの作品。
助六（すけろく）
古典歌舞伎の演目の一つ。江戸文化の華やぎを集めたもの。数ある古典歌舞伎の中で、さらさがもっとも好きな演目。
オルフェウスとエウリュディケ
通称:オル×エウ。ギリシャ神話のオルフェウスとエウリュディケーの悲恋を元に舞台を古代ローマから1940年代のニューヨークに置き換えて作られた、紅華オリジナル作品。
あらすじは、1940年代のニューヨークに住むイタリア系マフィアのオルフェウスが自身を庇って射殺された妻・エウリュディケを生き返らせるために魔王・ハーデスのいる黄泉の国へ旅立ち、妻を生き返らせるための試練に立ち向かって行く物語。
一番の見所として2番手男役が演じる小悪魔が2人の愛を試すために様々な罠を仕掛けるも実はハーデスの妻・ペルセポネーが化けているという、2番手男役の女装もポイントの一つである。
春組トップスター朝比奈琉のトップお披露目公演の演目で、5年前にも夏組が公演するなど人気の演目らしい。

## 書誌情報
- 斉木久美子 『かげきしょうじょ！』 集英社〈ヤングジャンプ・コミックス〉、全2巻
  1. 2013年5月10日発売、ISBN 978-4-088-79574-4
  2. 2014年10月17日発売、ISBN 978-4-088-79896-7
- 斉木久美子 『かげきしょうじょ!!』 白泉社〈花とゆめコミックススペシャル〉、既刊15巻（2024年9月5日現在）
  1. 2015年11月5日発売[15]、ISBN 978-4-592-21726-8
  2. 2016年9月5日発売[16]、ISBN 978-4-592-21727-5
  3. 2016年12月5日発売[17]、ISBN 978-4-592-21728-2
  4. 2017年7月5日発売[18]、ISBN 978-4-592-21729-9
  5. 2018年3月5日発売[19]、ISBN 978-4-592-21730-5
  6. 2018年9月5日発売[20]、ISBN 978-4-592-21866-1
  7. 2019年3月5日発売[21]、ISBN 978-4-592-21867-8
  8. 2019年10月4日発売[22]、ISBN 978-4-592-21868-5
  9. 2020年3月5日発売[23]、ISBN 978-4-592-21869-2
  10. 2020年11月5日発売[24]、ISBN 978-4-592-21870-8
  11. 2021年7月5日発売[25]、ISBN 978-4-592-22831-8
  12. 2022年4月5日発売[26]、ISBN 978-4-592-22832-5
  13. 2023年1月4日発売[27]、ISBN 978-4-592-22833-2
  14. 2023年10月5日発売[28]、ISBN 978-4-592-22834-9
  15. 2024年9月5日発売[29]、ISBN 978-4-592-22835-6
- 斉木久美子 『かげきしょうじょ!! シーズンゼロ』 白泉社〈花とゆめコミックススペシャル〉、2019年3月5日発売[5]、ISBN 978-4-592-21214-0 - ヤングジャンプ・コミックス版の新装版
- 斉木久美子 『かげきしょうじょ!! 公式ガイドブック オンステージ！』 白泉社〈花とゆめコミックススペシャル〉、2021年7月5日発売[30]、ISBN 978-4-592-21215-7

## テレビアニメ
2021年7月から9月までAT-Xほかにて放送された。白泉社版を原作としており、ストーリーは前日譚の「シーズンゼロ」から描かれる。

### スタッフ
- 原作 - 斉木久美子『かげきしょうじょ!!』[8]
- 監督 - 米田和弘[8]
- シリーズ構成 - 森下直[8]
- キャラクターデザイン - 岸田隆宏[8]
- サブキャラクターデザイン - 飯田恵理子[8]、髙田晃[8]、牧孝雄[8]
- プロップデザイン・衣装デザイン - 古賀美裕紀[8]
- 総作画監督 - 今岡大、髙田晃[8]、福永智子[8]、牧孝雄
- 美術設定・美術監督 - 谷川広倫[8]
- 色彩設計 - 坂上康治[8]
- CGIディレクター - 江田恵一
- CGプロデューサー - 奈良井昌幸
- 撮影監督 - 浅黄康裕[8]
- 編集 - 今井大介[8]
- 音響監督 - 長崎行男[8]
- 音響効果 - 今野康之
- 音楽 - 斉藤恒芳[8]
- 音楽プロデューサー - 諏訪豊
- 音楽制作 - キングレコード[8]
- プロデューサー - 諏訪豊、矢田晶子
- アニメーションプロデューサー - 向峠和喜
- アニメーション制作 - PINE JAM[8]
- 製作 - 「かげきしょうじょ!!」製作委員会

### 主題歌
「星のオーケストラ」
sajiによるオープニングテーマ。作詞・作曲はヨシダタクミ。編曲はsajiと河合英嗣。
第13話ではエンディング位置で使用。
「星の旅人 / シナヤカナミライ / 薔薇と私」
全て同一の楽曲であり、歌詞、歌唱者およびED映像の一部が異なる。作詞・作曲・編曲は斉藤恒芳。
「星の旅人」
歌唱は渡辺さらさ（千本木彩花）×奈良田愛（花守ゆみり）。第2話、第3話、第6話、第7話、第11話エンディングテーマ。
「シナヤカナミライ」
歌唱は杉本紗和（上坂すみれ）×山田彩子（佐々木李子）。第4話、第10話、第12話エンディングテーマ。
「薔薇と私」
歌唱は星野薫（大地葉）×沢田千夏（松田利冴）×沢田千秋（松田颯水）。第8話、第9話エンディングテーマ。
第8話では星野薫歌唱の1番、第9話では沢田姉妹歌唱の2番が使用された。楽曲の残り部分は3者による歌唱となる。
「ごめんねLOVE」
奈良田愛（花守ゆみり）×小園桃（逢田梨香子）による第1話、第4話劇中歌。作詞は吉田詩織、作曲・編曲は原田ナオ。
「My Sunset」
山田彩子（佐々木李子）による第5話劇中歌。作詞・作曲・編曲は斉藤恒芳。
クレジットは劇中歌だが、エンディング位置で使用。
「桜吹雪舞うなかに」
星野薫（大地葉）による第8話劇中歌。作詞は斉藤恒芳と斉木久美子、作曲・編曲は斉藤恒芳。
「試練の時」
山田彩子（佐々木李子）による第12話劇中歌。作詞・作曲・編曲は斉藤恒芳。

### 各話リスト
| 話数     | サブタイトル         | 脚本       | 絵コンテ | 演出       | 作画監督                                                | 総作画監督                      | 初放送日      |
| -------- | -------------------- | ---------- | -------- | ---------- | ------------------------------------------------------- | ------------------------------- | ------------- |
| 第一幕   | 桜舞い散る木の下で   | 森下直     | 森田宏幸 | 安藤貴史   | 福永智子 塚本歩 日高真由美                              | 牧孝雄                          | 2021年 7月4日 |
| 第二幕   | 銀橋を目指す者       | 森下直     | 北村真咲 | 小笠原一馬 | 亀田朋幸 佐々木勅嘉 西川真人 加藤洋人 服部益美 松本勝次 | 福永智子                        | 7月11日       |
| 第三幕   | クマのぬいぐるみ     | 松本美弥子 | 森田宏幸 | 河内修平   | 山中正博 今岡律之 三橋桜子 今岡大 門智昭                | 今岡大                          | 7月18日       |
| 第四幕   | 涙の上書き           | 松本美弥子 | 森田宏幸 | 江副仁美   | 牧孝雄 三橋桜子 日高真由美 茂木海渡 門智昭 塚本歩       | 牧孝雄                          | 7月25日       |
| 第五幕   | 選ばれし乙女         | 森下直     | 森田宏幸 | 安藤貴史   | 塚本歩 茂木海渡 福井麻記 下地彩加 三橋桜子 日高真由美   | 髙田晃                          | 8月1日        |
| 第六幕   | スターの片鱗         | 森下直     | 北村真咲 | ソガメグミ | 村木智彦 片出健太                                       | 牧孝雄                          | 8月8日        |
| 第七幕   | 花道と銀橋           | 森下直     | 森田宏幸 | 林直孝     | 住本悦子 塚本歩 下地彩加 日高真由美 小笠原優 門智昭     | 坂本ひろみ                      | 8月15日       |
| 第八幕   | 薫の夏               | 松本美弥子 | 阿保孝雄 | 江副仁美   | 三橋桜子                                                | 福永智子                        | 8月22日       |
| 第九幕   | ふたりのジュリエット | 猪爪慎一   | 北村真咲 | ソガメグミ | 李少雷 HU リバイバル STUDIO MASSKET ゼロ 寺尾憲治       | 福永智子 牧孝雄 今岡律之        | 8月29日       |
| 第十幕   | 百年に一度の秋       | 猪爪慎一   | 北村真咲 | 米田和弘   | 顧銀秋 杭新華 陳峰 陈洁琼 赵小玲 江涌 吴耀              | 牧孝雄 村木智彦 三橋桜子 今岡大 | 9月5日        |
| 第十一幕 | 4/40                 | 森下直     | 森田宏幸 | 安藤貴史   | 門智昭 度会竜司 塚本歩 住本悦子 茂木海渡 日高真由美     | 今岡律之 牧孝雄 村木智彦        | 9月12日       |
| 第十二幕 | きっと誰かが         | 森下直     | 阿保孝雄 | 林直孝     | 下地彩加 三橋桜子 古賀美裕紀 新井博慧                   | 村木智彦 福永智子               | 9月19日       |
| 第十三幕 | かげきしょうじょ!!   | 森下直     | 米田和弘 | 江副仁美   | 福永智子 三橋桜子 寺尾憲治 塚本歩 日高真由美 中屋了     | 今岡律之 牧孝雄 村木智彦        | 9月26日       |

### 放送局
| 放送期間               | 放送時間                     | 放送局       | 対象地域 | 備考                                 |
| ---------------------- | ---------------------------- | ------------ | -------- | ------------------------------------ |
| 2021年7月4日 - 9月26日 | 日曜 0:00 - 0:30（土曜深夜） | AT-X         | 日本全域 | 製作参加 / CS放送 / リピート放送あり |
|                        | 日曜 1:00 - 1:30（土曜深夜） | TOKYO MX     | 東京都   |                                      |
|                        |                              | BS11         | 日本全域 | BS放送 / 『ANIME+』枠                |
| 2021年7月8日 - 9月30日 | 木曜 1:50 - 2:20（水曜深夜） | 北海道テレビ | 北海道   |                                      |

| 配信開始日           | 配信時間                           | 配信サイト |
| -------------------- | ---------------------------------- | --- |
| 2021年7月4日         | 日曜 1:00（土曜深夜） 更新         | dアニメストア |
|                      | 日曜 1:00 - 1:30（土曜深夜）       | ABEMA |
| 2021年7月7日         | 水曜 1:00 - 1:30（火曜深夜）       | ニコニコ生放送 |
| 2021年7月7日以降順次 | 水曜 1:00（火曜深夜） 以降順次更新 | Amazon Prime Video FOD Hulu U-NEXT アニメ放題 バンダイチャンネル TELASA J:COMオンデマンド メガパック milplus スマートパスプレミアム ひかりTV ひかりTV for docomo ビデオマーケット DMM.com GYAO!ストア クランクイン！ビデオ ニコニコチャンネル ムービーフルPlus HAPPY!動画 music.jp TSUTAYA TV YouTube MIRAIL |

### BD
| 巻 | 発売日         | 収録話          | 規格品番    |
| -- | -------------- | --------------- | ----------- |
| 1  | 2021年8月25日  | 第1話 - 第3話   | KIZX-489/90 |
| 2  | 2021年9月29日  | 第4話 - 第6話   | KIZX-491/2  |
| 3  | 2021年10月27日 | 第7話 - 第9話   | KIZX-493/4  |
| 4  | 2021年11月24日 | 第10話 - 第13話 | KIZX-495/6  |

## 舞台
『舞台「かげきしょうじょ!!」』が2023年10月18日から22日までこくみん共済 coop ホール / スペース・ゼロにて上演された。
『舞台「かげきしょうじょ!!」第2章』が2024年12月12日から18日まで三越劇場にて上演された。

### キャスト
- 渡辺さらさ - 【2023年・2024年】志田音々[39][41]
- 奈良田愛
  - 【2023年】二瓶有加[39]
  - 【2024年】小越春花（NGT48）[41]
- 杉本紗和 - 【2023年】佐藤日向[39]
- 星野薫 - 【2023年・2024年】新谷姫加[39][41]
- 山田彩子 - 【2023年】佐々木李子[39]
- 沢田千夏 - 【2023年・2024年】髙橋果鈴[39][41]
- 沢田千秋 - 【2023年】和泉風花[39]
- 野島聖 - 【2023年・2024年】青山なぎさ[39][41]
- 中山リサ
  - 【2023年】石井陽菜[39]
  - 【2024年】三田美吹[41]
- 竹井朋美 - 【2023年】深沢萌華[39]
- 奈良田太一 - 【2023年】芹沢尚哉[39]
- 橘直美 - 【2023年】桃菜[39]
- 小野寺保 - 【2023年】鷲尾昇[39]
- 安道守 - 【2023年】佐野瑞樹[39]
- 奈良田君子 - 【2023年】斉藤レイ[39]
- 小園桃 - 【2024年】逢田梨香子[41]
- 白川暁也 - 【2024年】結城伽寿也[41]
- 白川煌三郎 - 【2024年】河合龍之介[41]
- 丁嵐幸恵 - 【2024年】ザンヨウコ[41]
- 渡辺健 - 【2024年】中川晴樹[41]
- 大木芳子 - 【2024年】初風緑[41]
- アンサンブル - 【2024年】永瀬千裕、中川友里江[41]

声の出演
- 穴井一尉 - 【2023年】若本規夫[39]

### スタッフ（舞台）
- 原作 - 【2023年・2024年】斉木久美子「かげきしょうじょ!!」（白泉社「メロディ」連載）[39][41]
- 脚本
  - 【2023年】鈴木智晴（劇団東京都鈴木区）[39]
  - 【2024年】村井雄（KPR／開幕ペナントレース）[41]※演出兼務
- 演出
  - 【2023年】キムラ真（ナイスコンプレックス）[39]
  - 【2024年】村井雄（KPR／開幕ペナントレース）[41]※脚本兼務
- 音楽 - 【2023年・2024年】斉藤恒芳[39][41]
- 振付
  - 【2023年】松本稽古[39]
  - 【2024年】北尾亘[41]
- 美術
  - 【2023年】濱田真輝[42]
  - 【2024年】竹邊奈津子[43]
- 照明
  - 【2023年】鈴木健司（ルポ）[42]
  - 【2024年】斉藤喜和（Dort）[43]
- 音響
  - 【2023年】関谷一真[42]
  - 【2024年】SING_O_WORLD[43]
- 衣裳 - 【2023年・2024年】木村猛志[42][43]
- 衣裳（JPX48） - 【2024年】浅野実希[43]
- ヘアメイク - 【2023年・2024年】前田亜耶[42][43]
- 歌唱指導 - 【2023年】うえのけいこ[42]
- 演出助手 - 【2024年】高崎拓郎（オフィス開幕）[43]
- 舞台監督
  - 【2023年】今泉馨（P.P.P.）[42]
  - 【2024年】川畑信介（obbligato）[43]
- 宣伝美術 - 【2023年・2024年】雷雷公社[42]
- 宣伝写真 - 【2023年・2024年】内田遊帆（ALiCE）[42]
- 広報協力 - 【2024年】佐藤知子（キョードーメディアス）[43]
- 制作プロデューサー - 【2023年】藤田勝一（ALiCE）[42]
- キャスティング協力 - 【2023年】鈴木秀尚（AKA）、吉野佑紀（AKA）[42]
- 制作 - 【2024年】ALiCE／伊藤みさこ・飯嶋ひな・豊川涼太・まるも[43]
- アシスタント - 【2024年】上野凪（ALiCE）[43]
- 音楽プロデューサー - 【2023年・2024年】諏訪豊（キングレコード）[42][43]
- プロデューサー - 【2023年・2024年】慶長聖也（ALiCE）[42][43]
- 企画・制作 - 【2023年】ALiCE[42]
- 企画・プロデュース - 【2024年】ALiCE・キングレコード[43]
- 製作
  - 【2023年】鈴木浩介（白泉社）、諏訪豊（キングレコード）、堀尾美幸（ぴあ）、慶長聖也（ALiCE）、入江祥雄（パワーハウス）、竹澤寿之（キョードーファクトリー）[42]
  - 【2024年】鈴木浩介（白泉社）、諏訪豊（キングレコード）、慶長聖也（ALiCE）、入江祥雄（パワーハウス）、竹澤寿之（キョードーファクトリー）[43]
- 特別協力 - 【2023年・2024年】池田理代子プロダクション[42][43]
- 企画協力 - 【2023年・2024年】メロディ編集部 武田直子、青木典彦[42][43]
- 主催
  - 【2023年】舞台「かげきしょうじょ!!」製作委員会2023[42]
  - 【2024年】舞台「かげきしょうじょ!!」製作委員会2024[43]